# Пийт Джордж
Питър Т. (Пийт) Джордж (на английски: Peter T. "Pete" George) е американски щангист и олимпийски и световен шампион от български произход. Той е първият българин, спечелил олимпийско злато. По-късно е асистент по стоматология.

## Биография
Роден е на 29 юни 1929 г. в град Акрън, Охайо, САЩ. Произлиза от семейство на Траян (Тони) и Параскева (Пара) Талеви от Битоля, българи, преселници от областта Македония, имигрирали от България през 1929 г. Негов брат е щангистът Джим Джордж.
Пийт печели златен медал на Летните олимпийски игри през 1952 г. в Хелзинки, получава сребърни медали на Летните олимпийски игри през 1948 г. в Лондон и на Летните олимпийски игри през 1956 г. в Мелбърн. Печели и пет световни първенства извън Олимпиадата през 1947, 1951, 1953, 1954 и 1955 г. Класира се втори на Световните първенства през 1949 и 1950 г., като прави общо 10 медала в световна и олимпийска конкуренция. Поставя 4 световни рекорда.
След като се оттеглянето си от спорта работи в Колумбийския университет, Кентския държавен университет и Охайския държавен университет. Става ортодонт и служи във факултета на Хавайския университет. Въвежда лечения за обструктивна сънна апнея. Притежава патент за уред за проходимост на нощните дихателни пътища – устройство, предотвратяващо спирането на дишането по време на сън. Поради македонобългарските си корени след пенсионирането си прекарва лятно време в родното място на съпругата си – село Огняново, България.